# 또 다른 찬란한 인생
《또 다른 찬란한 인생》(另一种灿烂生活) 2012년 방송되었던 중국의 드라마이다.

## 소개
- 유명 연예인과 대학생이 뜻밖의 사고로 신분이 뒤바뀌는 이야기

## 등장 인물
- 박해진 - 유달명 역
- 한청위 - 관위 역
- 장카이퉁 - 란쉬에얼 역
- 신민희 - 염옥환 역
- 조조 (喬喬) - 하니 역
- 장달명 - 양궈중 역
- 장식록 (张植绿) - 주지아좡 역